# Madden NFL Football
Madden NFL Football är ett amerikanskt fotbollsspel utvecklat och utgivet av EA Sports till Nintendo 3DS. Första bilderna av spelet visades av IGN i början av december 2010. Spelet släpptes som en lanseringstitel till Nintendo 3DS i Nordamerika den 27 mars 2011 och i Europa den 31 mars 2011.